# Avenue Roger Vandendriessche
L'avenue Roger Vandendriessche (en néerlandais: Roger Vandendriesschelaan) est une avenue bruxelloise de la commune de Woluwe-Saint-Pierre qui va de l'avenue de Tervueren à l'avenue Général de Longueville sur une longueur totale de 500 mètres.

## Historique et description
Le nom de la rue rend hommage au sergent volontaire de guerre du 3ème Régiment de Chasseurs à Pied Roger Charles VANDENDRIESSCHE, né le 2 juillet 1896 à Bruxelles, tué le 12 août 1916 à Zuidschote. Il était domicilié dans la commune de Woluwe-Saint-Pierre.